# Châtelperroniense

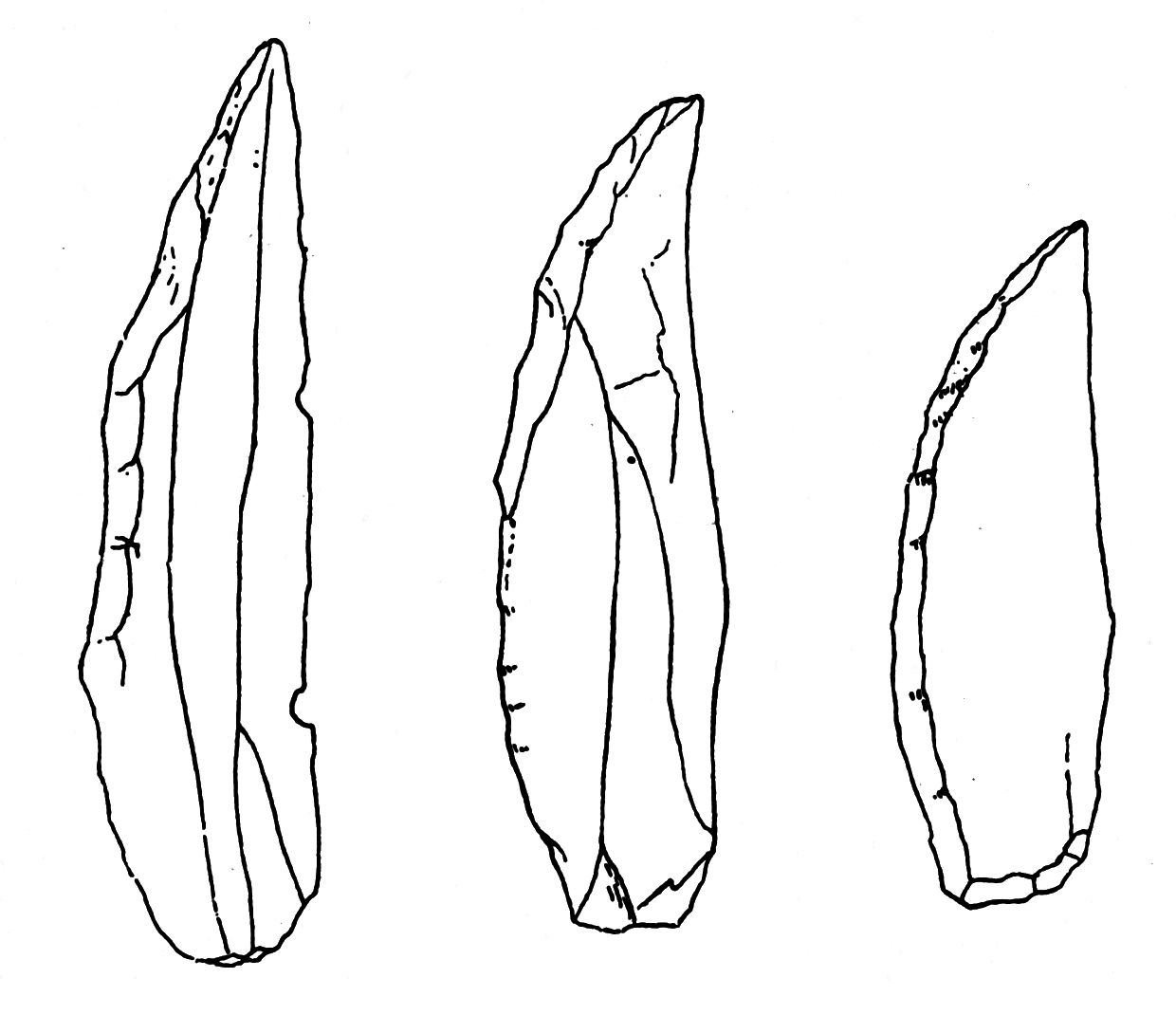
Puntas de Châtelperron

El Châtelperroniense es una fase de la cultura Perigordiense, dentro del Paleolítico Medio. Es una industria de transición entre el Musteriense y el Paleolítico Superior. Se desarrolló hace entre 36 000 y 32 000 años, aproximadamente, al final de un interestadial templado, en la zona del sur de Francia y norte de la península ibérica. El nombre de este período procede del yacimiento epónimo de la Grotte des Fées, en Châtelperron (Francia).
Se subdivide en:
- Châtelperroniense arcaico, con características del Paleolítico Medio.
- Châtelperroniense inicial o típico.
- Châtelperroniense evolucionado, tiene una fuerte influencia del Paleolítico Superior.
- Châtelperroniense regresivo, en el que las industrias presentan una alta degradación.

Hay controversia, desde el punto de vista arqueológico, sobre la asociación de esta cultura con los Neandertales.

## Características generales
- El tipo humano característico es el Neandertal.
- Se trata de un período frío dominado por especies como el rinoceronte lanudo y el reno.
- Amplia repartición de pino y encinas. El deterioro climático provoca la sustitución de la masa forestal por una cubierta vegetal y arbustiva.
- El arte mueble aparece por primera vez en Europa (pues ya existía una amplia constancia del mismo, en el continente africano producido por el Homo sapiens), con series rítmicas de incisiones, ya sean sobre piedra o sobre hueso, incluso sobre asta de ciervo, como por ejemplo los propulsores.
- Los lugares de habitación se limitan a toscas cabañas, como las de planta circular construidas a base de defensas de mamut.

## Industria lítica
- El fósil director es el cuchillo de Châtelperron con dorso curvado.
- Raspadores terminales que predominan sobre los laterales.
- Desarrollo de los buriles.
- La talla se hizo más laminar.
- También existen hojas truncadas.
- El dorso de los cuchillos muestra tendencia a hacerse rectilíneo.